# Aukštaitija
Aukštaitija o Alta Lituania (literalmente: región de tierras altas; se pronuncia: ɐukʃˈtɐǐːtʲɪjɐ) es el nombre de una de las cinco regiones histórico-etnográficas de Lituania. Se llama así por el hecho de que la región está relativamente elevada, especialmente en sus zonas orientales.

## Geografía
Aukštaitija se encuentra en la zona noroeste de Lituania e incluye una pequeña parte de Letonia y Bielorrusia. La mayor ciudad y, a pesar de su carencia de significado político, capital es Panevėžys, que tenía más de 113.000 habitantes en 2008. Las mayores ciudades, por población, son:
- Panevėžys (112 619 hab., 2009)
- Utena (32 476 hab., 2009)
- Jonava (34 238 hab., 2009)
- Kėdainiai (30 835 hab., 2009)
- Visaginas (28 160 hab., 2009)  (debe aclararse que esta ciudad fue fundada en 1795 por la Unión Soviética y fue habitada por rusos y otras nacionalidades soviéticas, por lo que cabe incluirla en esta región etnográfica sólo de manera geográfica)
- Ukmergė (27 393 hab., 2009)
- Radviliškis (19 404 hab., 2009)

La región está destaca por sus lagos en el área oriental.

## Historia
Históricamente Aukštaitija correspondía al Ducado de Lituania hasta el siglo XIII. Su capital inicial presumiblemente era Kernavė. En un tratado firmado por Gediminas en 1322, Aukštaitija es denominada terra Eustoythen ('tierra de los Aukštaitijanos'). Aukštaitija fue mencionada como Austechia en el Chronicon terrae Prussiae escrito alrededor de 1326.
Políticamente, desde finales del siglo XIII, comprendía el Ducado de Vilna/Lituania y el Ducado de Trakai, y quizás el término se empleaba para referir a estas dos entidades. Desde el siglo XV, se correspondía al Voivodato de Trakai y al de Vilna, que juntos formaban una unidad política y étnica, también conocida como Lituania Propia

## Demografía
La lengua hablada por la mayoría de los habitantes es el dialecto aukštaitiano del idioma lituano. Bajo la nueva clasificación del idioma lituano, éste se divide en dos dialectos, el aukštaitiano y el samogitio, y todos los dialectos previos son clasificados como subdialectos. Los dialectos sudovio y dzūkiano son considerados, por tanto, subdialectos del aukštaitiano.
La región está habitada además por minorías rusas y bielorrusos en su zona oriental, por lo que en la lengua de esta regìón se usan préstamos lingüísticos de estas lenguas. No obstante, el uso de los dialectos en Lituania, en general, está decreciendo.